# ایکس آر سی او
ایکس‌آرسی‌او (انگلیسی: X-Rated Critics Organization) (XRCO)، گروهی از نویسندگان و سردبیران صنعت سکس آمریکا هستند، که هر ساله به شناخت پیشرفت در این صنعت جوایزی را اهدا می‌کنند.